# Lutherkirche (Loitz)

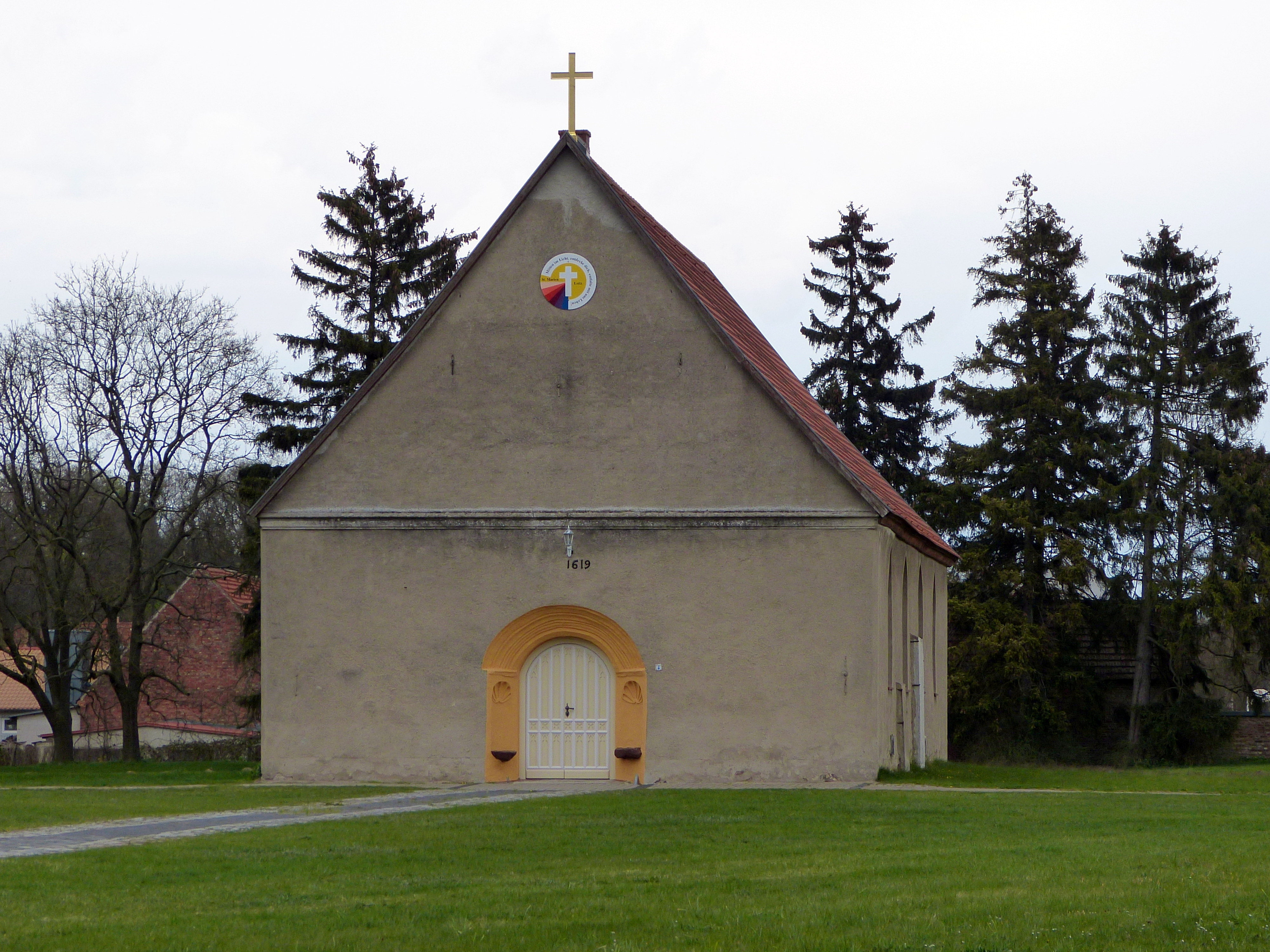
Lutherkirche in Loitz

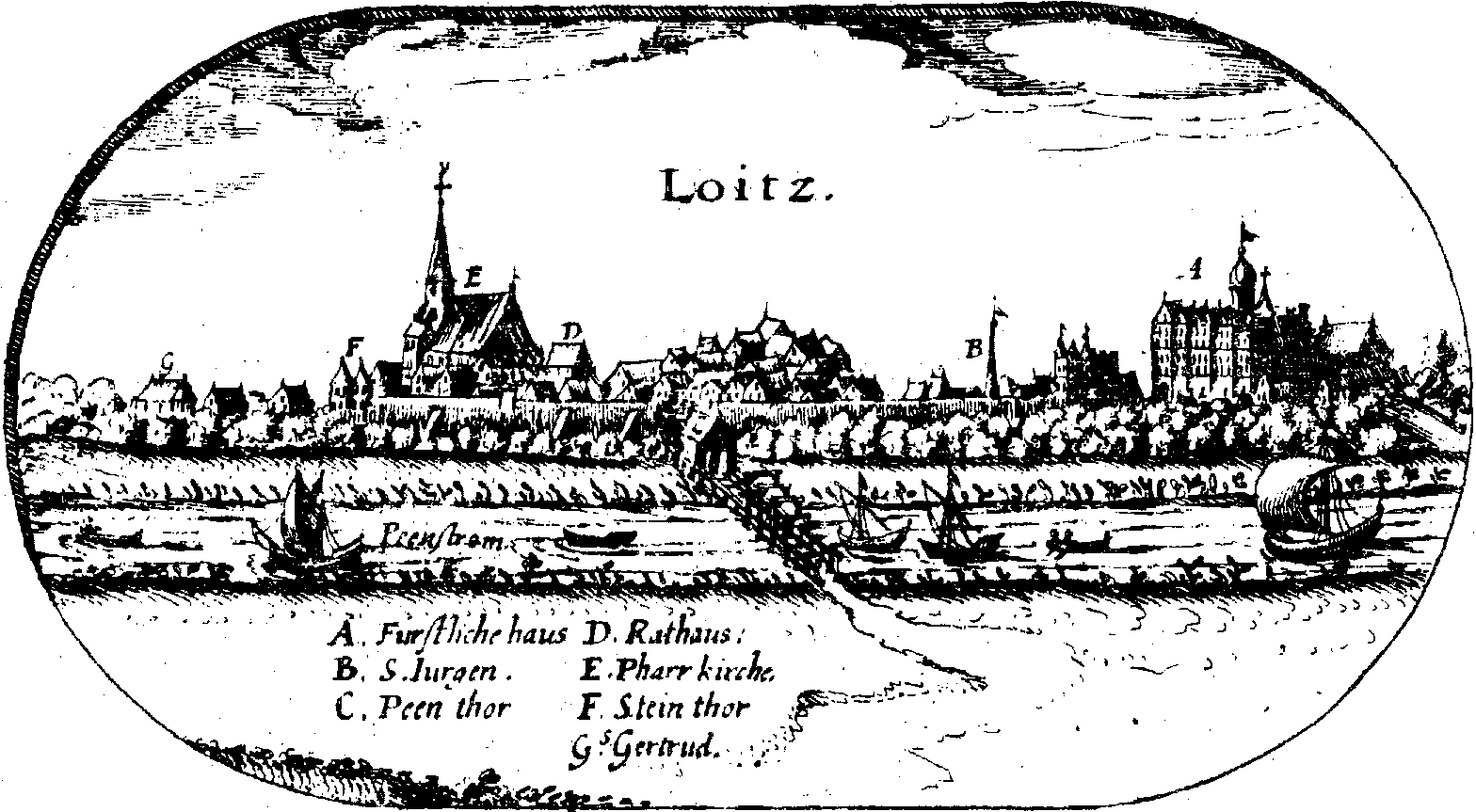
Die ehemalige Hospitalkapelle St. Jürgen (B) auf der Vedute der Lubinschen Karte

Die Lutherkirche ist ein Kirchengebäude in Loitz im Landkreis Vorpommern-Greifswald. Sie gehört zur Kirchengemeinde St. Marien Loitz des Pommerschen Evangelischen Kirchenkreises.
Das Gebäude geht auf die Hospitalkapelle des im Mittelalter nordöstlich der Stadt gelegenen St.-Jürgen- bzw. Georgenhospitals zurück. Die Kapelle ist auf der Vedute von Loitz am Rand der Lubinschen Karte mit einem spitzen Turm dargestellt. Die Herzoginwitwe Sophie Hedwig ließ das Gebäude 1619 als Friedhofskapelle neu errichten. Der bisherige Friedhof des Hospitals wurde inzwischen als städtischer Friedhof genutzt. Aus dieser Zeit stammt das rundbogige Renaissanceportal.
Während der Besetzung Schwedisch-Pommerns durch Napoleonische Truppen 1807 diente die Kapelle als Pulvermagazin. Danach wurde sie als Lager und Leichenhalle genutzt, bis sie 1857 als Kirche instand gesetzt wurde. Anlässlich einer 1953 erforderlichen Sanierung erhielt sie den Namen Lutherkirche. Sie wird von der Kirchengemeinde als Winterkirche genutzt.
An der Südwand der Kirche sind die Grabplatten des königlich schwedischen Amtshauptmanns zu Loitz, Michael Christian Schulemann (1668–1724), und des Regimentspastors und Assessors des Kriegskonsistoriums, Christian Friderici († 1709), befestigt.